# Syrovinka
Die Syrovinka (deutsch Sirowiner Bach) ist ein rechter Nebenfluss der March in Tschechien.

## Geographie
Die Syrovinka entspringt südlich von Hostějov am Südwesthang der Záhumenice (388 m) in einem Weinberg. An ihrem zunächst nach Süden führenden Lauf liegen Syrovín, Těmice, Domanín und Bzenec. Danach ändert die Syrovinka ihre Richtung gegen Osten, wo die Orte Olšovec und Moravský Písek-u nádraží folgen. Am Teich Stolařka biegt der regulierte Flusslauf in einer Kehre nach Südwesten und verläuft parallel zum Kanal Nová Morava.
Östlich der Ansiedlung Bzenec-Přívoz mündet die Syrovinka nach 15,5 km in die March. Ihr Einzugsgebiet umfasst 109 km².
Zwischen Bzenec und Moravský Písek folgt die Eisenbahnstrecke Kyjov – Veselí nad Moravou und danach die Strecke Břeclav – Přerov dem Lauf des Flusses. Die Kreuzung beider Strecken erfolgt rechts des Flusses.

## Zuflüsse
- Ořechovský potok (l), oberhalb Těmice
- Křivolanský potok (r), oberhalb Bzenec
- Vracovský potok (r), Bzenec